# امام‌قلی‌کند پایین
امام‌قلی‌کند پایین (به لاتین: Aşağı İmamqulukənd) یک منطقه مسکونی در جمهوری آذربایجان است که در شهرستان قوسار واقع شده است. این روستا ۷۷۰ نفر جمعیت دارد. مردم آن از نژاد لزگی هستند.